# Spaanse jeugdselecties op internationale voetbaltoernooien
Dit is een overzichtspagina met de selecties van de Spaanse jeugdvoetbalelftallen die deelnamen aan de grote internationale voetbaltoernooien.

## Wereldkampioenschap voetbal onder 20 - 1999
- Resultaat:  Winnaar

data corresponderend met situatie voorafgaand aan toernooi
| #  | Naam                   | Positie      | Interlands (doelpunten) | Club               |
| -- | ---------------------- | ------------ | ----------------------- | ------------------ |
| 1  | Daniel Aranzubia       | Doelman      |                         | Athletic de Bilbao |
| 2  | Pablo Coira            | Verdediger   |                         | SD Compostela      |
| 3  | David Bermudo          | Verdediger   |                         | FC Barcelona       |
| 4  | Francisco Javier Jusué | Verdediger   |                         | CA Osasuna         |
| 5  | Pablo Orbaiz           | Verdediger   |                         | CA Osasuna         |
| 6  | Carlos Marchena        | Verdediger   |                         | Sevilla FC         |
| 7  | Gabri García           | Middenvelder |                         | FC Barcelona       |
| 8  | Xavi Hernández         | Middenvelder |                         | FC Barcelona       |
| 9  | Pablo González         | Aanvaller    |                         | CD Numancia        |
| 10 | Gonzalo Colsa          | Middenvelder |                         | CD Logroñés        |
| 11 | Francisco Yeste        | Middenvelder |                         | Athletic de Bilbao |
| 12 | Fernando Varela        | Verdediger   |                         | Real Betis         |
| 13 | Iker Casillas          | Doelman      |                         | Real Madrid        |
| 14 | Alejandro Lombardero   | Aanvaller    |                         | CD Lugo            |
| 15 | David Aganzo           | Aanvaller    |                         | Real Madrid        |
| 16 | José Barkero           | Middenvelder |                         | Real Sociedad      |
| 17 | Rubén Suárez           | Aanvaller    |                         | Sporting Gijón     |
| 18 | Álvaro Rubio           | Middenvelder |                         | Real Zaragoza      |
| BC | Iñaki Sáez             |              |                         |                    |

## Europees kampioenschap voetbal onder 19 - 2002
- Resultaat:  Winnaar

data corresponderend met situatie voorafgaand aan toernooi
| #  | Naam                 | Positie      | Interlands (doelpunten) | Club               |
| -- | -------------------- | ------------ | ----------------------- | ------------------ |
| 1  | Miguel Ángel Moya    | Doelman      |                         | RCD Mallorca       |
| 2  | Iban Zubiaurre       | Verdediger   |                         | Real Sociedad      |
| 3  | Carlos Peña          | Verdediger   |                         | FC Barcelona       |
| 4  | Daniel Jarque        | Verdediger   |                         | RCD Espanyol       |
| 5  | Ander Murillo        | Verdediger   |                         | Athletic de Bilbao |
| 6  | Aritz Solabarrieta   | Middenvelder |                         | CD Baskonia        |
| 7  | Carmelo González     | Aanvaller    |                         | UD Las Palmas      |
| 8  | Andrés Iniesta       | Middenvelder |                         | FC Barcelona       |
| 9  | Sergio García        | Aanvaller    |                         | FC Barcelona       |
| 10 | José Antonio Reyes   | Aanvaller    |                         | Sevilla FC         |
| 11 | Jorge Piña           | Middenvelder |                         | Real Zaragoza      |
| 12 | Sergio Torres        | Middenvelder |                         | Atlético Madrid    |
| 13 | Asier Riesgo         | Doelman      |                         | Real Sociedad      |
| 14 | Fernando Torres      | Aanvaller    |                         | Atlético Madrid    |
| 15 | Ferrán Corominas     | Aanvaller    |                         | RCD Espanyol       |
| 16 | Jonan Andoni García  | Middenvelder |                         | Athletic de Bilbao |
| 17 | Juan Carlos Ceballos | Middenvelder |                         | RCD Espanyol       |
| 18 | Melli                | Verdediger   |                         | Real Betis         |
| BC | Iñaki Sáez           |              |                         |                    |

## Wereldkampioenschap voetbal onder 20 - 2003
- Resultaat:  Tweede plaats

data corresponderend met situatie voorafgaand aan toernooi
| #  | Naam                   | Positie      | Interlands (doelpunten) | Club                |
| -- | ---------------------- | ------------ | ----------------------- | ------------------- |
| 1  | Miguel Ángel Moya      | Doelman      |                         | RCD Mallorca        |
| 2  | Alexis Ruano           | Verdediger   |                         | Málaga CF           |
| 3  | Carlos Peña            | Verdediger   |                         | FC Barcelona        |
| 4  | Carlos García          | Verdediger   |                         | RCD Espanyol        |
| 5  | Melli                  | Verdediger   |                         | Real Betis          |
| 6  | Víctor Bermúdez        | Middenvelder |                         | Racing de Santander |
| 7  | Ferrán Corominas       | Aanvaller    |                         | RCD Espanyol        |
| 8  | Andrés Iniesta         | Middenvelder |                         | FC Barcelona        |
| 9  | Sergio García          | Aanvaller    |                         | FC Barcelona        |
| 10 | Manuel del Moral       | Aanvaller    |                         | Atlético de Madrid  |
| 11 | Jaime Gavilán          | Middenvelder |                         | Valencia CF         |
| 12 | Iago Bouzón            | Verdediger   |                         | Celta de Vigo       |
| 13 | Asier Riesgo           | Doelman      |                         | Real Sociedad       |
| 14 | Javier Arizmendi       | Aanvaller    |                         | Atlético de Madrid  |
| 15 | Alex Goikoetxea        | Verdediger   |                         | Athletic de Bilbao  |
| 16 | Gabi                   | Middenvelder |                         | Atlético de Madrid  |
| 17 | Juanfran               | Middenvelder |                         | Real Madrid         |
| 18 | Jorge Pina             | Middenvelder |                         | Real Zaragoza       |
| 19 | Manuel Tello           | Middenvelder |                         | Real Madrid         |
| 20 | Rubén Martínez Andrade | Doelman      |                         | FC Barcelona        |
| BC | Iñaki Sáez             |              |                         |                     |

## Wereldkampioenschap voetbal onder 20 - 2005
- Resultaat: Kwartfinale

data corresponderend met situatie voorafgaand aan toernooi
| #  | Naam                 | Positie      | Interlands (doelpunten) | Club               |
| -- | -------------------- | ------------ | ----------------------- | ------------------ |
| 1  | Biel Ribas           | Doelman      |                         | RCD Espanyol       |
| 2  | Francisco Molinero   | Verdediger   |                         | Atlético de Madrid |
| 3  | Javier Garrido       | Verdediger   |                         | Real Sociedad      |
| 4  | Alexis Ruano         | Verdediger   |                         | Málaga CF          |
| 5  | Miquel Robusté       | Verdediger   |                         | RCD Espanyol       |
| 6  | Raúl Albiol          | Verdediger   |                         | Getafe CF          |
| 7  | Juanfran             | Aanvaller    |                         | Real Madrid        |
| 8  | Alberto Zapater      | Middenvelder |                         | Real Zaragoza      |
| 9  | Fernando Llorente    | Aanvaller    |                         | Athletic de Bilbao |
| 10 | Jonathan Soriano     | Aanvaller    |                         | RCD Espanyol       |
| 11 | Jaime Gavilán        | Middenvelder |                         | CD Tenerife        |
| 12 | José Enrique Sánchez | Verdediger   |                         | UD Levante         |
| 13 | Manuel Fernández     | Doelman      |                         | Sporting Gijón     |
| 14 | Agustín García       | Verdediger   |                         | Albacete Balompié  |
| 15 | Chica                | Verdediger   |                         | RCD Espanyol       |
| 16 | David Silva          | Middenvelder |                         | SD Eibar           |
| 17 | Francesc Fàbregas    | Middenvelder |                         | Arsenal FC         |
| 18 | Víctor Casadesús     | Aanvaller    |                         | RCD Mallorca       |
| 19 | Braulio Nóbrego      | Aanvaller    |                         | Atlético de Madrid |
| 20 | Markel Bergara       | Middenvelder |                         | Real Sociedad      |
| 21 | Roberto Jiménez      | Doelman      |                         | Atlético de Madrid |
| BC | Iñaki Sáez           |              |                         |                    |

## Europees kampioenschap voetbal onder 19 - 2006
- Resultaat:  Winnaar

data corresponderend met situatie voorafgaand aan toernooi
| #  | Naam              | Positie      | Interlands | Club               |
| -- | ----------------- | ------------ | ---------- | ------------------ |
| 1  | Antonio Adán      | Doelman      |            | Real Madrid        |
| 2  | Antonio Barragán  | Verdediger   |            | Liverpool FC       |
| 3  | José Ángel Crespo | Verdediger   |            | Sevilla FC         |
| 4  | Marc Valiente     | Verdediger   |            | FC Barcelona       |
| 5  | Gerard Piqué      | Verdediger   |            | Manchester United  |
| 6  | Mario Suárez      | Middenvelder |            | Atlético de Madrid |
| 7  | Toni Calvo        | Middenvelder |            | FC Barcelona       |
| 8  | Javi García       | Middenvelder |            | Real Madrid        |
| 9  | César Díaz        | Aanvaller    |            | Albacete Balompié  |
| 10 | Esteban Granero   | Middenvelder |            | Real Madrid        |
| 11 | Diego Capel       | Verdediger   |            | Sevilla FC         |
| 12 | Roberto Canella   | Verdediger   |            | Sporting Gijón     |
| 13 | Ángel Bernabé     | Doelman      |            | Atlético de Madrid |
| 14 | Marc Pedraza      | Aanvaller    |            | RCD Espanyol       |
| 15 | Jeffrén Suárez    | Aanvaller    |            | FC Barcelona       |
| 16 | Juan Manuel Mata  | Aanvaller    |            | Real Madrid        |
| 17 | Gorka Elustondo   | Middenvelder |            | Real Sociedad      |
| 18 | Alberto Bueno     | Aanvaller    |            | Real Madrid        |
| BC | Ginés Meléndez    |              |            |                    |

## Europees kampioenschap voetbal mannen onder 17 - 2006
- Resultaat:  Derde plaats

data corresponderend met situatie voorafgaand aan toernooi
| #  | Naam              | Positie      | Interlands | Club               |
| -- | ----------------- | ------------ | ---------- | ------------------ |
| 1  | Sergio Asenjo     | Doelman      |            | Real Valladolid    |
| 2  | Manuel Castellano | Verdediger   |            | Valencia CF        |
| 3  | Ramón Soria       | Verdediger   |            | Villarreal CF      |
| 4  | Roberto García    | Verdediger   |            | Atlético Madrid    |
| 5  | Pedro Alcalá      | Verdediger   |            | Ranero CF          |
| 6  | Ignacio Camacho   | Verdediger   |            | Atlético de Madrid |
| 7  | César Azpilicueta | Middenvelder |            | CA Osasuna         |
| 8  | Marcos Gullón     | Middenvelder |            | Villarreal CF      |
| 9  | Emilio Nsue       | Aanvaller    |            | RCD Mallorca       |
| 10 | Aarón Ñíguez      | Aanvaller    |            | Valencia CF        |
| 11 | Cristian Vergara  | Middenvelder |            | FC Barcelona       |
| 12 | César Ortiz       | Verdediger   |            | Atlético Madrid    |
| 13 | Jesús Coca        | Doelman      |            | Atlético Madrid    |
| 14 | Rubén Ramos       | Aanvaller    |            | Atlético Madrid    |
| 15 | Guillem Savall    | Verdediger   |            | RCD Espanyol       |
| 16 | Bojan Krkić       | Aanvaller    |            | FC Barcelona       |
| 17 | José Baena        | Middenvelder |            | FC Barcelona       |
| 18 | José Hermosa      | Middenvelder |            | Villarreal CF      |
| BC | Juan Santisteban  |              |            |                    |

## Europees kampioenschap voetbal onder 17 - 2007
- Resultaat:  Winnaar

data corresponderend met situatie voorafgaand aan toernooi
| #  | Naam                 | Positie      | Interlands | Club               |
| -- | -------------------- | ------------ | ---------- | ------------------ |
| 1  | Yelco Ramos          | Doelman      |            | Albacete Balompié  |
| 2  | Moisés Jiménez       | Verdediger   |            | Sevilla FC         |
| 3  | Alberto Morgado      | Verdediger   |            | Deportivo Alavés   |
| 4  | David Rochela        | Verdediger   |            | RCD Espanyol       |
| 5  | Nacho                | Verdediger   |            | Real Madrid        |
| 6  | Ignacio Camacho      | Verdediger   |            | Atlético de Madrid |
| 7  | Ximo                 | Middenvelder |            | Valencia CF        |
| 8  | David González       | Middenvelder |            | FC Barcelona       |
| 9  | Bojan Krkić          | Aanvaller    |            | FC Barcelona       |
| 10 | Fran Mérida          | Middenvelder |            | Arsenal FC         |
| 11 | Ismael López         | Aanvaller    |            | Athletic de Bilbao |
| 12 | Lucas Porcar         | Middenvelder |            | RCD Espanyol       |
| 13 | David de Gea         | Doelman      |            | Atlético de Madrid |
| 14 | Iago Falqué          | Middenvelder |            | FC Barcelona       |
| 15 | Sergio Rodríguez     | Aanvaller    |            | Atlético de Madrid |
| 16 | Daniel Aquino Pintos | Aanvaller    |            | Real Murcia        |
| 17 | Francisco Atienza    | Verdediger   |            | Atlético de Madrid |
| 18 | Ander Vitoria        | Middenvelder |            | Athletic de Bilbao |
| BC | Juan Santisteban     |              |            |                    |

## Wereldkampioenschap voetbal onder 20 - 2007
- Resultaat: Kwartfinale

data corresponderend met situatie voorafgaand aan toernooi
| #  | Naam                  | Positie      | Interlands | Club                   |
| -- | --------------------- | ------------ | ---------- | ---------------------- |
| 1  | Antonio Adán          | Doelman      |            | Real Madrid            |
| 2  | Antonio Barragán      | Verdediger   |            | Deportivo de La Coruña |
| 3  | José Ángel Crespo     | Verdediger   |            | Sevilla FC             |
| 4  | Marc Valiente         | Verdediger   |            | FC Barcelona           |
| 5  | Gerard Piqué          | Verdediger   |            | Real Zaragoza          |
| 6  | Mario Suárez          | Middenvelder |            | Real Valladolid        |
| 7  | Toni Calvo            | Middenvelder |            | FC Barcelona           |
| 8  | Javi García           | Middenvelder |            | Real Madrid            |
| 9  | Alberto Bueno         | Aanvaller    |            | Real Madrid            |
| 10 | Esteban Granero       | Middenvelder |            | Real Madrid            |
| 11 | Diego Capel           | Verdediger   |            | Sevilla FC             |
| 12 | Roberto Canella       | Verdediger   |            | Sporting Gijón         |
| 13 | Ángel Bernabé         | Doelman      |            | Atlético de Madrid     |
| 14 | Adrián González       | Middenvelder |            | Real Madrid            |
| 15 | Iriome González       | Middenvelder |            | CD Tenerife            |
| 16 | Juan Manuel Mata      | Aanvaller    |            | Real Madrid            |
| 17 | Gorka Elustondo       | Middenvelder |            | Real Sociedad          |
| 18 | Adrián López          | Aanvaller    |            | Deportivo de La Coruña |
| 19 | Marcos García Barreno | Middenvelder |            | Villarreal CF          |
| 20 | Stephen Sunday        | Middenvelder |            | Polideportivo Ejido    |
| 21 | Javier Martínez       | Doelman      |            | Albacete Balompié      |
| BC | Ginés Meléndez        |              |            |                        |

## Wereldkampioenschap voetbal onder 17 - 2007
- Resultaat:   Tweede plaats

data corresponderend met situatie voorafgaand aan toernooi
| #  | Naam                 | Positie      | Interlands | Club                   |
| -- | -------------------- | ------------ | ---------- | ---------------------- |
| 1  | Yelco Ramos          | Doelman      |            | Villarreal CF          |
| 2  | Álex Bolaños         | Verdediger   |            | FC Barcelona           |
| 3  | Alberto Morgado      | Verdediger   |            | Deportivo Alavés       |
| 4  | David Rochela        | Verdediger   |            | Deportivo de La Coruña |
| 5  | Nacho                | Verdediger   |            | Real Madrid            |
| 6  | Ignacio Camacho      | Verdediger   |            | Atlético de Madrid     |
| 7  | Ximo                 | Middenvelder |            | Valencia CF            |
| 8  | David González       | Middenvelder |            | FC Barcelona           |
| 9  | Bojan Krkić          | Aanvaller    |            | FC Barcelona           |
| 10 | Fran Mérida          | Middenvelder |            | Arsenal FC             |
| 11 | Ismael López         | Aanvaller    |            | Athletic de Bilbao     |
| 12 | Lucas Porcar         | Middenvelder |            | RCD Espanyol           |
| 13 | David de Gea         | Doelman      |            | Atlético de Madrid     |
| 14 | Iago Falqué          | Middenvelder |            | FC Barcelona           |
| 15 | Sergio Rodríguez     | Aanvaller    |            | Atlético de Madrid     |
| 16 | Daniel Aquino Pintos | Aanvaller    |            | Real Murcia            |
| 17 | Francisco Atienza    | Verdediger   |            | Atlético de Madrid     |
| 18 | Sergio Tejera        | Middenvelder |            | Chelsea FC             |
| 19 | Jordi Pablo Ripollés | Middenvelder |            | Villarreal CF          |
| 20 | Asier Illarramendi   | Middenvelder |            | Real Sociedad          |
| 21 | Diego Mariño         | Doelman      |            | Villarreal CF          |
| BC | Juan Santisteban     |              |            |                        |

## Europees kampioenschap voetbal onder 17 - 2008
- Resultaat:  Winnaar

data corresponderend met situatie voorafgaand aan toernooi
| #  | Naam             | Positie      | Interlands | Club                |
| -- | ---------------- | ------------ | ---------- | ------------------- |
| 1  | Ángel Diez       | Doelman      |            | Racing de Santander |
| 2  | Martín Montoya   | Verdediger   |            | FC Barcelona        |
| 3  | Ángel Martínez   | Verdediger   |            | RCD Espanyol        |
| 4  | Jon Gaztañaga    | Verdediger   |            | Real Sociedad       |
| 5  | Oriol Romeu      | Middenvelder |            | FC Barcelona        |
| 6  | Álvaro López     | Middenvelder |            | Real Madrid         |
| 7  | Keko             | Middenvelder |            | Atlético Madrid     |
| 8  | Thiago Alcántara | Middenvelder |            | FC Barcelona        |
| 9  | Rubén Rochina    | Aanvaller    |            | FC Barcelona        |
| 10 | Sergio Canales   | Middenvelder |            | Racing de Santander |
| 11 | Manuel Gavilán   | Aanvaller    |            | Real Betis          |
| 12 | Jorge Pulido     | Verdediger   |            | Atlético Madrid     |
| 13 | Álex Sánchez     | Doelman      |            | FC Barcelona        |
| 14 | Gerardo Bruna    | Middenvelder |            | Liverpool FC        |
| 15 | Carles Planas    | Verdediger   |            | FC Barcelona        |
| 16 | Sergio García    | Aanvaller    |            | Valencia CF         |
| 17 | Óscar Sielva     | Middenvelder |            | RCD Espanyol        |
| 18 | Adrià Carmona    | Aanvaller    |            | FC Barcelona        |
| BC | Juan Santisteban |              |            |                     |

## Europees kampioenschap voetbal onder 21 - 2009
- Resultaat: Eerste ronde

data corresponderend met situatie voorafgaand aan toernooi
| #  | Naam                  | Positie      | Interlands | Club                 |
| -- | --------------------- | ------------ | ---------- | -------------------- |
| 1  | Roberto Jiménez       | Doelman      |            | Recreativo Huelva    |
| 2  | Miguel Torres         | Verdediger   |            | Real Madrid          |
| 3  | Ignacio Monreal       | Verdediger   |            | CA Osasuna           |
| 4  | Javi García           | Middenvelder |            | Real Madrid          |
| 5  | Marc Torrejón         | Verdediger   |            | RCD Espanyol         |
| 6  | Javier Martínez       | Middenvelder |            | Athletic Bilbao      |
| 7  | Sisi                  | Middenvelder |            | Recreativo Huelva    |
| 8  | Raúl García           | Middenvelder |            | Atlético Madrid      |
| 9  | Bojan Krkić           | Aanvaller    |            | FC Barcelona         |
| 10 | José Manuel Jurado    | Middenvelder |            | RCD Mallorca         |
| 11 | Esteban Granero       | Middenvelder |            | Getafe CF            |
| 12 | César Azpilicueta     | Verdediger   |            | CA Osasuna           |
| 13 | Sergio Asenjo         | Doelman      |            | Real Valladolid      |
| 14 | Sergio Sánchez Ortega | Verdediger   |            | RCD Espanyol         |
| 15 | Chico                 | Verdediger   |            | UD Almería           |
| 16 | Iván Marcano          | Verdediger   |            | Racing Santander     |
| 17 | Diego Capel           | Middenvelder |            | Sevilla FC           |
| 18 | Mario Suárez          | Middenvelder |            | RCD Mallorca         |
| 19 | Xisco Jiménez         | Aanvaller    |            | Newcastle United FC  |
| 20 | Jonathan Pereira      | Aanvaller    |            | Racing Santander     |
| 21 | Adrián López          | Aanvaller    |            | Málaga CF            |
| 22 | Pedro León Sánchez    | Middenvelder |            | Real Valladolid      |
| 23 | Antonio Adán          | Doelman      |            | Real Madrid Castilla |
| BC | Juan Ramón López Caro |              |            |                      |

## Europees kampioenschap voetbal onder 21 - 2011
- Resultaat:  Winnaar

data corresponderend met situatie voorafgaand aan toernooi
| #  | Naam              | Positie      | Interlands | Club                   |
| -- | ----------------- | ------------ | ---------- | ---------------------- |
| 1  | Rubén Miño        | Doelman      |            | FC Barcelona           |
| 2  | César Azpilicueta | Verdediger   |            | Olympique Marseille    |
| 3  | Álvaro Domínguez  | Verdediger   |            | Atlético Madrid        |
| 4  | Javier Martínez   | Middenvelder |            | Athletic de Bilbao     |
| 5  | Mikel San José    | Verdediger   |            | Athletic de Bilbao     |
| 6  | Jeffrén Suárez    | Aanvaller    |            | FC Barcelona           |
| 7  | Adrián López      | Aanvaller    |            | Deportivo de La Coruña |
| 8  | Daniel Parejo     | Middenvelder |            | Valencia CF            |
| 9  | Bojan Krkić       | Aanvaller    |            | FC Barcelona           |
| 10 | Juan Manuel Mata  | Aanvaller    |            | Valencia CF            |
| 11 | Diego Capel       | Middenvelder |            | Sevilla FC             |
| 12 | Martín Montoya    | Verdediger   |            | FC Barcelona           |
| 13 | David De Gea      | Doelman      |            | Atlético Madrid        |
| 14 | Emilio Nsue       | Aanvaller    |            | RCD Mallorca           |
| 15 | José Ángel Valdés | Verdediger   |            | Sporting Gijón         |
| 16 | Víctor Ruiz       | Verdediger   |            | SSC Napoli             |
| 17 | Dídac Vilà        | Verdediger   |            | AC Milan               |
| 18 | Ander Herrera     | Middenvelder |            | Real Zaragoza          |
| 19 | Thiago Alcántara  | Middenvelder |            | FC Barcelona           |
| 20 | Alberto Botía     | Verdediger   |            | Sporting Gijón         |
| 21 | Rubén Pérez       | Middenvelder |            | Deportivo de La Coruña |
| 22 | Iker Muniain      | Middenvelder |            | Athletic de Bilbao     |
| 23 | Diego Mariño      | Doelman      |            | Villarreal CF          |
| BC | Luis Milla        |              |            |                        |